# Thorigné-Fouillard
Thorigné-Fouillard (Gallo: Toreinyaé-Fólhard) là một xã của tỉnh Ille-et-Vilaine, thuộc vùng Bretagne, miền tây bắc nước Pháp.

## Dân số
Người dân ở Thorigné-Fouillard được gọi là Thoré-Folléens hoặc Thoréfolhiens.
| Năm | 1962 | 1968 | 1975 | 1982 | 1990 | 1999 | 2004 | 2008 |
| --- | ---- | ---- | ---- | ---- | ---- | ---- | ---- | ---- |
| Dân số | 781  | 892  | 2048 | 3591 | 5257 | 6625 | 6708 | 7887 |
| From the year 1962 on: No double counting—residents of multiple communes (e.g. students and military personnel) are counted only once. |      |      |      |      |      |      |      |      |